# Ricardo van Rhijn
Ricardo van Rhijn (Leida, 13 giugno 1991) è un calciatore olandese, difensore dell'AFC.
Nel 2012 è stato inserito nella lista dei migliori calciatori nati dopo il 1991 stilata da Don Balón.

## Carriera

### Club
Inizia a giocare a calcio nel RKSV DoCoS e nel 2002 entra nelle giovanili dell'Ajax. Firma il suo primo contratto professionale con i lancieri nel 2005 con scadenza nel 2008 dopo aver vinto il titolo nazionale con la selezione B-1 di Robin Pronk. Passa poi direttamente alla selezione A-1 di Frank de Boer. Nel 2008 prolunga il suo contratto fino al 30 giugno 2012.
Dopo altri tre anni trascorsi nelle giovanili, nel 2011 entra stabilmente in prima squadra sempre sotto Frank de Boer e debutta il 21 settembre in Coppa d'Olanda in Noordwijk-Ajax 1-3 subentrando a Toby Alderweireld al minuto 65. Debutta da titolare in campionato il 18 dicembre contro l'ADO Den Haag ed esordisce in Europa League il 16 febbraio 2012 nella sfida persa per 0-2 contro il Manchester United, subentrando a Dmitrij Bulykin al minuto 60.
Il 2 maggio seguente vince la sua prima Eredivisie con l'Ajax concludendo la stagione con 17 presenze totali.

Per la stagione 2012/2013 si conquista il posto da titolare sostituendo il terzino destro Gregory van der Wiel passato al Paris Saint-Germain. Segna il suo primo gol nelle coppe europee il 14 febbraio 2013 in Ajax-Steaua Bucarest 2-0 di UEFA Europa League. Il 5 maggio seguente vince la sua seconda Eredivisie consecutiva con i biancorossi.

Segna il suo primo gol nella Eredivisie il 2 agosto 2013 nel 3-0 al Roda JC della prima giornata di campionato. In questa stagione gioca 46 partite e segna 3 gol.

L'8 marzo 2015 in occasione di Ajax-Excelsior 1-0 tocca quota 100 presenze in Eredivisie.
Il 17 luglio 2016 passa a titolo definitivo al Club Bruges, in Belgio, firmando un contratto della durata di tre anni. L’anno seguente viene ceduto in prestito all’AZ Alkmaar che lo riscatta ne 2018; in due stagioni mette insieme 25 presenze e 1 gol in Eredivisie. Rimasto svincolato, il 1º agosto 2019 firma un contratto annuale con l'Heerenveen.

### Nazionale
Con l'Under-17 debutta il 23 ottobre 2007 nel 3-0 contro i pari età dell'Albania, gara valida per la qualificazione all'Europeo di categoria in Turchia. Tra il 2009 e il 2010 disputa 14 partite con l'Under-19. Dal 2011 al 2013 gioca nell'Under-21.
Il 15 agosto 2012 debutta con la nazionale maggiore in un'amichevole persa per 4-2 contro il Belgio.

## Statistiche

### Cronologia presenze e reti in Nazionale
| Cronologia completa delle presenze e delle reti in nazionale ― Paesi Bassi | Cronologia completa delle presenze e delle reti in nazionale ― Paesi Bassi | Cronologia completa delle presenze e delle reti in nazionale ― Paesi Bassi | Cronologia completa delle presenze e delle reti in nazionale ― Paesi Bassi | Cronologia completa delle presenze e delle reti in nazionale ― Paesi Bassi | Cronologia completa delle presenze e delle reti in nazionale ― Paesi Bassi | Cronologia completa delle presenze e delle reti in nazionale ― Paesi Bassi | Cronologia completa delle presenze e delle reti in nazionale ― Paesi Bassi |
| Data                                                                       | Città                                                                      | In casa                                                                    | Risultato                                                                  | Ospiti                                                                     | Competizione                                                               | Reti                                                                       | Note                                                                       |
| -------------------------------------------------------------------------- | -------------------------------------------------------------------------- | -------------------------------------------------------------------------- | -------------------------------------------------------------------------- | -------------------------------------------------------------------------- | -------------------------------------------------------------------------- | -------------------------------------------------------------------------- | -------------------------------------------------------------------------- |
| 15-8-2012                                                                  | Bruxelles                                                                  | Belgio                                                                     | 4 – 2                                                                      | Paesi Bassi                                                                | Amichevole                                                                 | -                                                                          |                                                                            |
| 7-9-2012                                                                   | Amsterdam                                                                  | Paesi Bassi                                                                | 2 – 0                                                                      | Turchia                                                                    | Qual. Mondiali 2014                                                        | -                                                                          | 46’                                                                        |
| 11-9-2012                                                                  | Budapest                                                                   | Ungheria                                                                   | 1 – 4                                                                      | Paesi Bassi                                                                | Qual. Mondiali 2014                                                        | -                                                                          |                                                                            |
| 16-10-2012                                                                 | Bucarest                                                                   | Romania                                                                    | 1 – 4                                                                      | Paesi Bassi                                                                | Qual. Mondiali 2014                                                        | -                                                                          |                                                                            |
| 14-11-2012                                                                 | Amsterdam                                                                  | Paesi Bassi                                                                | 0 – 0                                                                      | Germania                                                                   | Amichevole                                                                 | -                                                                          | 46’                                                                        |
| 6-2-2013                                                                   | Amsterdam                                                                  | Paesi Bassi                                                                | 1 – 1                                                                      | Italia                                                                     | Amichevole                                                                 | -                                                                          | 85’                                                                        |
| 14-8-2013                                                                  | Faro                                                                       | Portogallo                                                                 | 1 – 1                                                                      | Paesi Bassi                                                                | Amichevole                                                                 | -                                                                          | 47’                                                                        |
| 12-11-2014                                                                 | Amsterdam                                                                  | Paesi Bassi                                                                | 2 – 3                                                                      | Messico                                                                    | Amichevole                                                                 | -                                                                          |                                                                            |
| Totale                                                                     |                                                                            | Presenze                                                                   | 8                                                                          |                                                                            | Reti                                                                       | 0                                                                          |                                                                            |

## Palmarès

### Club
- Campionato olandese: 3

Ajax: 2011-2012, 2012-2013, 2013-2014
- Supercoppa dei Paesi Bassi: 1

Ajax: 2013